# اجاق (آتشدان)

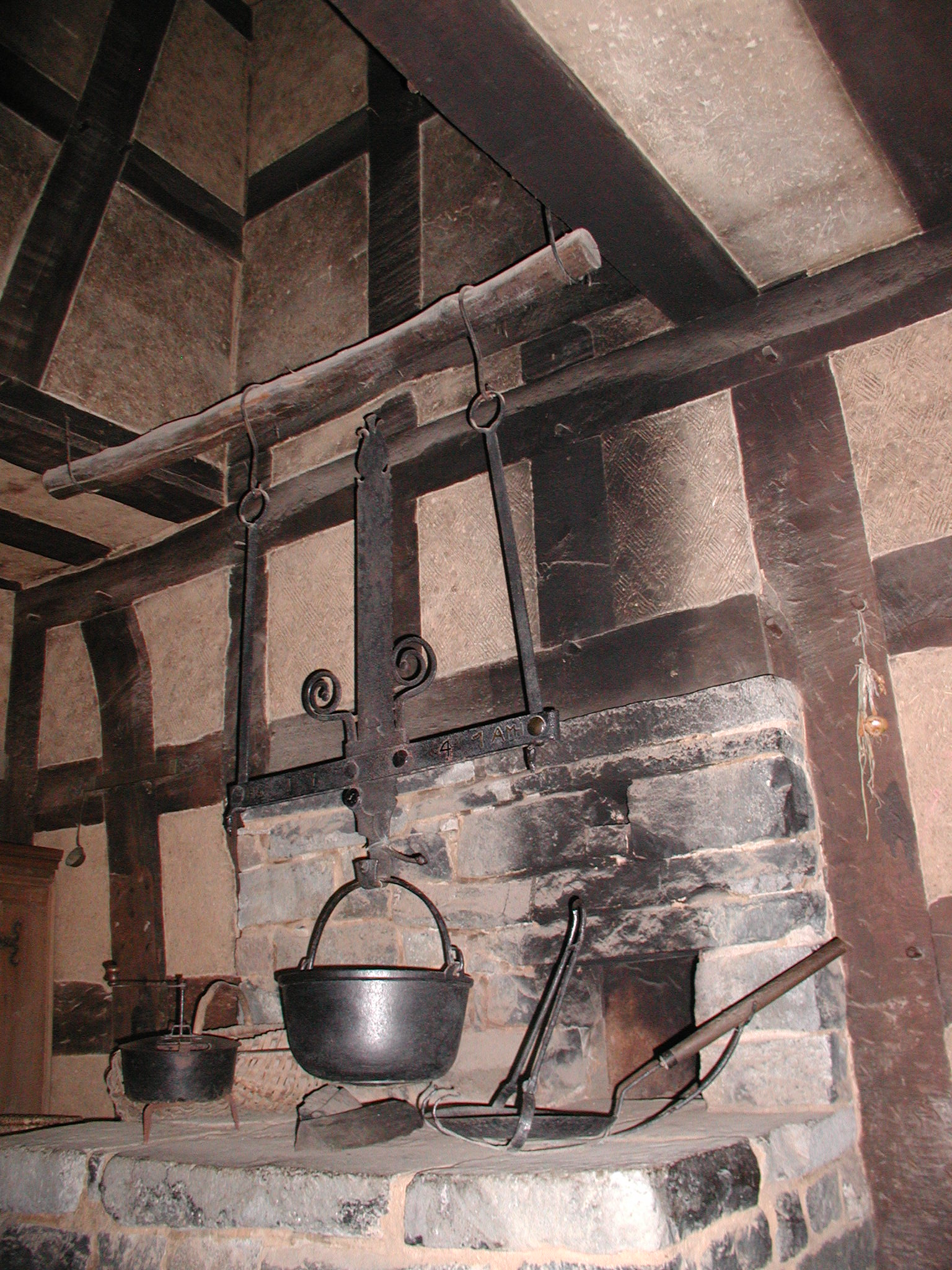

اجاق (انگلیسی: Hearth)، جایی در یک خانمان است که در آن آتش به طور سنتی برای گرم کردن خانه و برای آشپزی نگهداری می‌شد، معمولاً توسط سنگی افقی تشکیل می‌شد و اغلب به درجات مختلف توسط هر ترکیبی از reredos محصور می‌شد. (یک دیوار کم و جزئی پشت یک کوره)، شومینه، فر آشپزی، دودکش یا دودکش. کوره ها معمولاً از بنایی مانند آجر یا سنگ تشکیل می شوند.